# پایگاه نیروی هوایی اسکات
پایگاه نیرو هوایی اسکات (به انگلیسی: Scott Air Force Base) یک فرودگاه است. این فرودگاه در کشور ایالات متحده آمریکا قرار دارد. ستاد فرماندهی استقرار و توزیع سطحی نظامی و نیروی هوایی هجدهم در این پایگاه قرار دارد.